# Rolling
Rolling (franska) (luxemburgiska: Rolleng lyssna (fil), tyska: Rolling) är en ort i kantonen Remich i sydöstra Luxemburg. Den ligger i kommunen Bous, cirka 15 kilometer sydost om staden Luxemburg. Orten har 155 invånare (2022).